# Datamation
Datamation — компьютерный журнал, выходивший в США с октября 1957 по февраль 1998 года. Во время выхода первых изданий журнала еще не было понятно, насколько перспективным будет рынок сбыта для журнала о компьютерах, так как самих компьютеров тогда было не много. Этот журнал принадлежал компании QuinStreet, он также существует как онлайн-издание по адресу datamation.com. В 2020 году издание приобрела компания TechnologyAdvice.

## История
Идея создания журнала принадлежит Дональду Прэллу (англ. Donald Prell), вице-президенту по прикладной разработке в компании из Лос-Анджелеса, которая занималась компьютерными устройствами ввода-вывода. В 1957 году единственным местом, где его компания могла рекламировать свою продукцию были издания Scientific American и BusinessWeek. Сначала Прэлл обсудил идею создания журнала с Джоном Дайболдом (англ. John Diebold), который начинал издавать журнал AUTOMATION. В результате они придумали название Datamation, которое представляет собой игру английских слов Data (данные) и Automation (автоматизация). Чикагское издательство Томсона согласилось издавать журнал.
В 1995 году, работая в партнёрстве с компанией BBN Technologies, журнал Datamation запустил одно из первых онлайн-изданий по адресу datamation.com. В 1996 году за одну из онлайн-публикаций редакторы журнала Datamation Билл Семич (англ. Bill Semich), Майкл Лэйсэл (англ. Michael Lasell) и Эйприл Блюменстайл (англ. April Blumenstiel) получили премию за редакторские достижения Джесса Нила, одну из самых значимых наград для бизнес-журналистов в США.
В 1970 году заметка о журнале появилась на страницах The New York Times. В заметке было сказано: «Datamation за 12 лет существования стал признанным лидером в области».
В 1998 году, когда Reed Business Information, издатель Datamation, спустя 41 год после выхода первого выпуска прекратил печать журнала, Datamation.com стал одним из первых онлайн-журналов. В 2001 году Internet.com (WebMediaBrands) купил Datamation.com, приносивший тогда прибыль. В 2009 году Internet.com (и Datamation.com) были приобретены компанией QuinStreet, и Datamation.com продолжил 53-летнюю традицию Datamation, опираясь на современные и выверенные публикации, посвящённые IT-отрасли.

## Компьютерный юмор
Традиционно апрельский номер Datamation содержал большое количество статей-розыгрышей и юмористических историй о компьютерах, однако юмор не ограничивался только апрельским выпуском. Например, в издании журнала за декабрь 1973 года в статье-розыгрыше Лоуренс Кларк (англ. R. Lawrence Clark) предложил заменить оператор GOTO на COMEFROM и привёл несколько примеров его использования. Это предложение было реализовано в языке программирования INTERCAL — языке, специально созданном для того, чтобы программы написанные на нем были как можно менее понятными.
«Настоящие программисты Паскаль не используют» — легендарное письмо редактору Datamation, которое было опубликовано в выпуске 29, номер 7, от июля 1983 года.
В журнале также были опубликованы некоторые рассказы из цикла BOFH.
Юмористический раздел был возрождён в 1996 году главным редактором Биллом Семичем (англ. Bill Semich) с заголовком на 2 страницы под названием «За гранью» с материалами, распространяемыми редактором журнала «Анналы невероятных исследований» Марком Абрахамсом (англ. Marc Abrahams) и редактором MISinformation Крисом Миксанеком (англ. Chris Miksanek). Также Семич поручал автору BOFH Саймону Травальи (англ. Simon Travaglia) писать юмористическую колонку для Datamation. Позже в этом же году Миксанек стал единственным автором юмористического раздела (хотя в 1998 году раздел «За гранью» был увеличен за счёт онлайн-спутника ссылок от Alter ego Миксанека — «Герцога URL»). Колонка перестала выходить в журнале в 2001 году, после приобретения издания компанией Internet.com.
Сборник статей раздела «За гранью» был опубликован в 2008 году под заглавием «Esc: 400 Years of Computer Humor».